# Euxoa servita
Euxoa servita är en fjärilsart som beskrevs av Smith 1895. Euxoa servita ingår i släktet Euxoa och familjen nattflyn. Inga underarter finns listade i Catalogue of Life.